# Henri Beecke
Henri Beecke, auch Heinrich Beecke (* 4. April 1877 in Straßburg, Reichsland Elsass-Lothringen; † 1954 in Straßburg, Frankreich), war ein elsässischer Maler und Grafiker.

## Leben

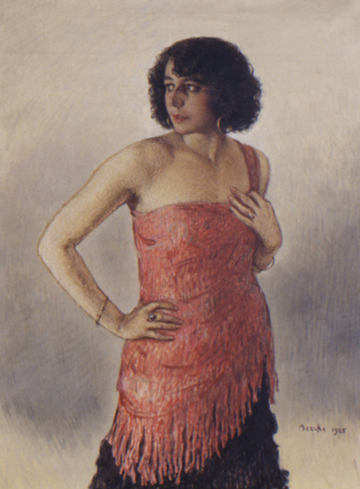
Femme debout (1925)

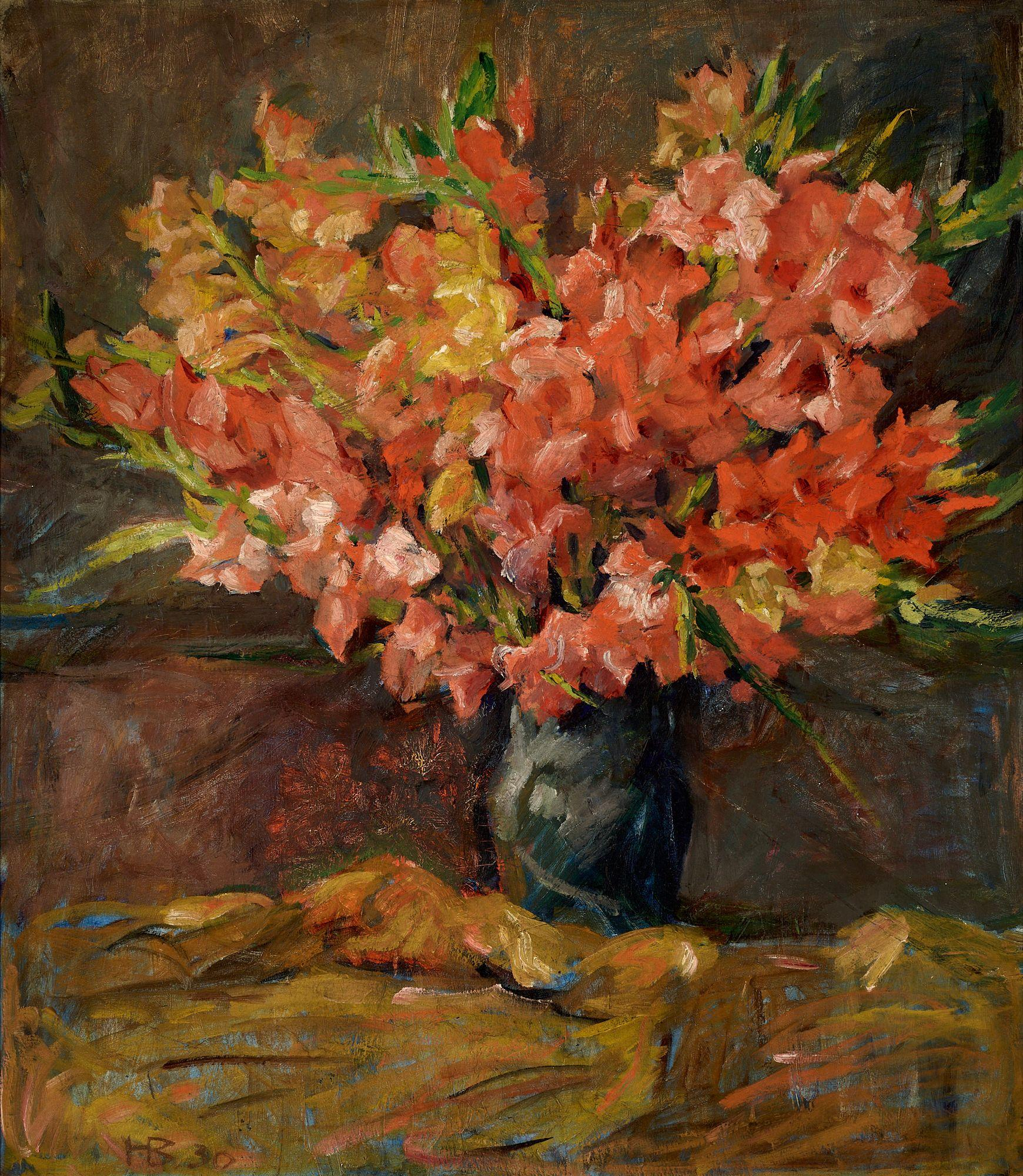
Stillleben mit Gladiolenstrauß (um 1930)

Beecke entstammte einer Familie aus der Pfalz und wuchs im lothringischen Diedenhofen auf, wo er auch sein Abitur ablegte. Seine künstlerische Ausbildung erhielt er an der Akademie von Karlsruhe, Akademie der bildenden Künste München und der Akademie in Berlin. Danach hielt er sich einige Zeit in Paris auf und ließ sich danach von 1900 bis 1905 als Künstler in Metz nieder. 1905 übersiedelte er in seine Geburtsstadt Straßburg.
In Straßburg wurde er ein bekannter Porträtmaler. So malte er unter anderem auch den zeitweiligen Bürgermeister der Stadt Rudolf Schwander. Weitere Gebiete seines künstlerischen Schaffens waren Malerei wie Landschaften, Blumen und Stillleben sowie sein grafisches Werk, so zum Beispiel die Plakate für den Zweiten Ball der Künstler in Straßburg 1907 und zahlreiche weitere Arbeiten in der Werbung.
Nach dem Ersten Weltkrieg musste Beecke seine Heimat nicht verlassen, sondern blieb bis zu seinem Tod in Straßburg. In der Zwischenkriegszeit war er Mitglied im informellen Künstlerkreis, welcher sich nach der Benediktinerabtei Saint-Léonard in Boetsch benannte. Dorthin konnte er sich auch nach der Evakuierung Straßburgs im Jahre 1939 zurückziehen. Nach seiner Rückkehr 1940 malte er unter anderem Arbeiter im Stahlwerk in Hayange in Lothringen. Nach 1945 wurde er nicht als Kollaborateur angeklagt und konnte ein Fresko für die Fassade der Clinique Sainte-Anne im Straßburger Stadtteil Robertsau fertigen.

## Werke
- um 1905: Im Atelier, Privatbesitz.
- 1952: Stillleben, Öl auf Leinwand, 70 × 75 cm.

Im Musée d'art moderne et contemporain de Strasbourg befindet sich ein großer Teil seiner Werke, genauso wie im Kabinett für Grafik und Zeichnungen in Straßburg.

## Ausstellungen
- 1952: In der von ihm mitgegründeten Maison d'art alsacienne in Straßburg anlässlich seines 75. Geburtstags.
- 2009: Henri Beecke: 1877–1954, Musée historique de Haguenau.